# Acanthocercus
Acanthocercus – rodzaj jaszczurek z podrodziny Agaminae w rodzinie agamowatych (Agamidae).

## Zasięg występowania
Rodzaj obejmuje gatunki występujące w Afryce (Erytrea, Dżibuti, Somalia, Etiopia, Demokratyczna Republika Konga, Rwanda, Burundi, Uganda, Kenia, Tanzania, Malawi, Zambia, Angola, Namibia, Botswana, Zimbabwe, Mozambik, Eswatini i Południowa Afryka) i Azji (Arabia Saudyjska, Jemen i Oman).

## Systematyka

### Etymologia
Acanthocercus: gr. ακανθα akantha „cierń, kolec”, od ακη akē „punkt”; κερκος kerkos „ogon”.

### Podział systematyczny
Do rodzaju należą następujące gatunki:
- Acanthocercus adramitanus (Anderson, 1896)
- Acanthocercus annectans (Blanford, 1870)
- Acanthocercus atricollis (Smith, 1849)
- Acanthocercus branchi Wagner, Greenbaum & Bauer, 2012
- Acanthocercus ceriacoi Marques, Parrinha, Santos, Bandeira, Butler, Sousa, Bauer & Wagner, 2022
- Acanthocercus cyanocephalus (Falk, 1925)
- Acanthocercus cyanogaster (Rüppell, 1835)
- Acanthocercus gregorii (Günther, 1894)
- Acanthocercus guentherpetersi Largen & Spawls, 2006
- Acanthocercus kiwuensis (Klausewitz, 1957)
- Acanthocercus margaritae Wagner, Butler, Ceríaco & Bauer, 2021
- Acanthocercus minutus (Klausewitz, 1957)
- Acanthocercus phillipsii (Boulenger, 1895)
- Acanthocercus ugandaensis (Klausewitz, 1957)
- Acanthocercus yemenensis (Klausewitz, 1954)